# Camille Levin
Camille Levin (* 24. April 1990 in Newport Coast, Kalifornien) ist eine US-amerikanische Fußballspielerin.

## Karriere

### Verein
Levin begann ihre Karriere im Jahr 2009, noch als Studentin der Stanford University, bei der W-League-Franchise der Pali Blues. Im Sommer 2012 wechselte sie zum schwedischen Erstligisten Kopparbergs/Göteborg FC, mit dem sie in ihrer ersten Spielzeit den Svenska Cupen gewinnen konnte. Nach einer weiteren Saison in Schweden zog Levin zur Saison 2013/14 der australischen W-League weiter zu den Western Sydney Wanderers, bei denen sie jedoch nur zu vier Saisoneinsätzen kam. Zur Saison 2014 der National Women’s Soccer League wechselte sie zurück in die Vereinigten Staaten zum Sky Blue FC, der sie zu Jahresbeginn 2015 kurzzeitig an den italienischen Erstligisten AC Florenz auslieh. Im Anschluss an eine weitere Ausleihe nach Florenz von Oktober bis Dezember 2015 wechselte Levin zum NWSL-Neuling Orlando Pride.

### Nationalmannschaft
Levin bestritt zwischen 2009 und 2013 insgesamt zwölf Länderspiele für die U-20- und U-23-Nationalmannschaften der Vereinigten Staaten.

## Erfolge
- 2012: Gewinn des Svenska Cupen (Kopparbergs/Göteborg FC)